# Тулов Михайло Андрійович
Миха́йло Андрі́йович Ту́лов (*8 листопада 1814–†1882) — педагог і письменник. Член Історичного товариства імені Нестора-Літописця, голова товариства (у 1873—1874 роки).
Після закінчення Київського університету був професором Ніжинського Ліцею (завдяки йому Ніжинський скарб потрапив до науковців та музейників). Був директором Немирівської гімназії, помічником куратора Київської шкільної округи; став співробітником журналу «Основа» (псевдонім «Лінейкин»).
Праці на мовні і педагогічні теми («рос. О малорусском правописании», 1880). Тулов автор шкільних підручників і напівбелетристичного нарису «рос. Гимназическая переписка» (в «Основі» 1861, закінчений у журналі «рос. Вестник Европы» 1881).